# Абвиль
Абви́ль, также Аббеви́ль (фр. Abbeville [ab.vil], пикард. Advile) — город на севере Франции, в департаменте Сомма, центр бывшей провинции Понтье. Расположен в регионе О-де-Франс, округ Абвиль, кантоны Абвиль-1 и Абвиль-2. На западе города находится железнодорожная станция Абвиль линий Лонго-Булонь и Абвиль―Ле-Трепор.
Речной порт в низовьях реки Соммы и на канале к Ла-Маншу.
Население (2018) — 22 837 человек.

## География
Абвиль расположен в 45 км к северо-западу от Амьена на реке Сомма, в 20 км от места её впадения в Ла-Манш. К северу от города от автомагистрали А16 «Европейская» отделяется автомагистраль А28 «Дорога эстуарий».

## История
Первое упоминание об Абвиле относится к IX веку. В то время он принадлежал аббатству Сен-Рикье, затем отошёл к графам Понтье. Впоследствии вместе со всем графством Понтье несколько раз менял своих сеньоров из знатных французских домов, пока не перешёл к Кастильскому дому и стал частью приданого Элеоноры Кастильской, когда в 1272 году она вышла замуж за английского короля Эдуарда I.
До 1435 года городом поочерёдно владели Англия и Франция, пока по Аррасскому договору Абвиль и другие города на Сомме не достались герцогам Бургундским. В 1477 году Абвиль был аннексирован Людовиком XI и с тех пор оставался в руках французов. В 1514 году здесь прошла церемония бракосочетания короля Людовика XII и Марии Тюдор, дочери английского короля Генриха VII.
Абвиль приобрёл важное значение в XVIII веке, когда здесь была открыта королевская мануфактура Ван Робе (Van Robais), одно из первых крупных промышленных производств во Франции. О ней, так же, как о имевших здесь случаях религиозной нетерпимости, писал Вольтер. Он, в частности, упоминал историю небогатого молодого человека, шевалье де ла Барра, казнённого в Абвиле в 1766 году по обвинению в нечестивости (по версии Вольтера, он всего лишь не приветствовал надлежащим образом религиозную процессию, хотя ряд свидетелей считали историю более сложной).
В Абвиле родился контр-адмирал Амедей Курбе, который стал национальным героем Франции в ходе франко-китайской войны 1884—1885 годов. Курбе умер на Пескадорских островах в 1885 году, вскоре после окончания войны, и был похоронен в Абвиле. Центральная площадь города была переименована в площадь адмирала Курбе, а в центре площади был установлен памятник адмиралу в барочном стиле. Во время Второй мировой войны он был серьёзно повреждён.
12 сентября 1939 года в Абвиле прошла англо-французская конференция, на которой было принято решение отказать в помощи Польше в борьбе с немцами. 
В 1940 году германские войска под командованием фон Клейста вышли к побережью Ла-Манша в районе Абвиля, отрезав британско-французские войска, находившиеся в северной Франции. Это стало переломным моментом Битвы за Францию и привело к разгрому войск союзников.
После пяти лет оккупации — в сентябре 1944 года город был освобождён польской танковой дивизией под командованием генерала Станислава Мачка.

## Климат
| Показатель                    | Янв.  | Фев.  | Март | Апр. | Май  | Июнь | Июль | Авг. | Сен. | Окт. | Нояб. | Дек.  | Год   |
| ----------------------------- | ----- | ----- | ---- | ---- | ---- | ---- | ---- | ---- | ---- | ---- | ----- | ----- | ----- |
| Абсолютный максимум, °C       | 14,8  | 19,9  | 22,9 | 29,3 | 32,4 | 34,2 | 37,8 | 35,6 | 32,8 | 26,9 | 18,8  | 15,9  | 37,8  |
| Средний суточный максимум, °C | 5,6   | 6,5   | 9,4  | 12,4 | 16,2 | 18,9 | 21,0 | 21,3 | 18,9 | 14,8 | 9,4   | 6,5   | 13,4  |
| Средняя температура, °C       | 3,3   | 3,8   | 6,0  | 8,4  | 11,9 | 14,6 | 16,6 | 16,7 | 14,7 | 11,3 | 6,7   | 4,2   | 9,9   |
| Средний суточный минимум, °C  | 1,0   | 1,1   | 2,7  | 4,4  | 7,6  | 10,3 | 12,2 | 12,2 | 10,4 | 7,7  | 3,9   | 1,8   | 6,3   |
| Абсолютный минимум, °C        | −17,4 | −14,6 | −9,8 | −3,3 | −1,6 | 0,1  | 4,9  | 4,9  | 1,3  | −3,4 | −8,2  | −13,1 | −17,4 |
| Норма осадков, мм             | 59    | 48    | 55   | 48   | 53   | 61   | 57   | 57   | 68   | 71   | 81    | 70    | 728   |
| Источник: Infoclimat          |       |       |      |      |      |      |      |      |      |      |       |       |       |

## Достопримечательности
- Беффруа XIII века, занесена в список всемирного наследия ЮНЕСКО. В настоящее время в здании беффруа располагается музей Жака Буше де Перта, известного археолога и уроженца Абвиля. Находки орудий труда, типичных для раннего палеолита, сделанные им недалеко от города в 1839—1848, дали название аббевильской культуре.
- Готический собор Святого Вульфрама XV—XVII веков
- Готические церкви Гроба Господня, Богородицы (Нотр-Дам) и Святого Эгидия (Сен-Жиль) XV-XIX веков
- Церковь Святого Иакова (Сен-Жак) 1868-1876 годов в стиле неоготика
- Здание муниципального театра 1914 года
- Шато Багатель XVIII века с парком

## Экономика
Железнодорожный узел. Пивоварни, сахарный завод, производство ковров.
Структура занятости населения:
- сельское хозяйство — 0,6 %
- промышленность — 11,6 %
- строительство — 6,3 %
- торговля, транспорт и сфера услуг — 39,1 %
- государственные и муниципальные службы — 42,4 %

Уровень безработицы (2017) — 24,8 % (Франция в целом — 13,4 %, департамент Сомма — 15,9 %). 

Среднегодовой доход на 1 человека, евро (2018) — 17 910 (Франция в целом — 21 730, департамент Сомма — 20 320).

## Население
| 1907    | 1968    | 1975    | 1982    | 1990    | 1999    | 2006    | 2011    | 2013    |
| ------- | ------- | ------- | ------- | ------- | ------- | ------- | ------- | ------- |
| 20 380  | ↗23 999 | ↗25 398 | ↘24 915 | ↗25 787 | ↘23 567 | ↗24 052 | ↗24 104 | ↘23 821 |
| 2014    | 2015    | 2016    | 2017    | 2018    | 2019    | 2020    | 2021    | 2022    |
| ↘23 559 | ↘23 278 | ↗23 867 | ↘22 946 | ↘22 837 | ↗22 980 | ↘22 895 | ↘22 595 | ↘22 406 |

## Администрация
Пост мэра Абвиля с 2014 года занимает член партии Союз демократов и независимых Паскаль Демарт (Pascal Demarthe). На муниципальных выборах 2020 года возглавляемый им правоцентристский список победил во 2-м туре, получив 41,66 % голосов (из четырех списков).
| Период | Период | Фамилия        | Партия                                                       | Примечания |
| ------ | ------ | -------------- | ------------------------------------------------------------ | --- |
| 1947   | 1989   | Макс Лежён     | Французская секция Рабочего интернационала                   | депутат Национального собрания, министр, президент Генерального совета департамента Сомма и Регионального совета Пикардии |
| 1989   | 1995   | Жак Бек        | Социалистическая партия                                      | учитель, член Генерального совета департамента                                                                            |
| 1995   | 2008   | Жоэль Арт      | Объединение в поддержку Республики Союз за народное движение | директор колледжа, депутат Национального собрания                                                                         |
| 2008   | 2020   | Николя Дюмон   | Социалистическая партия Вперёд, Республика!                  | член Регионального совета Пикардии                                                                                        |
| 2020   |        | Паскаль Демарт | Разные левые Союз демократов и независимых                   | преподаватель, член Генерального совета департамента, депутат Национального собрания                                      |

## Знаменитые уроженцы
- Пьер Луи Антуан Кордье, геолог, минералог, петрограф.
- Клод Меллан (1598—1688), живописец и гравёр
- Шарль Мильвуа (1782—1816), поэт
- Жак Буше де Перт (1788—1868), археолог, один из основателей научной археологии
- Жан-Батист Понжервиль (1792—1870), поэт
- Амедей Курбе (1827—1885), адмирал
- Анри Паде (1863—1953), математик

## Города-побратимы
- Бургесс Хилл, Великобритания
- Аргос, Греция

## Галерея

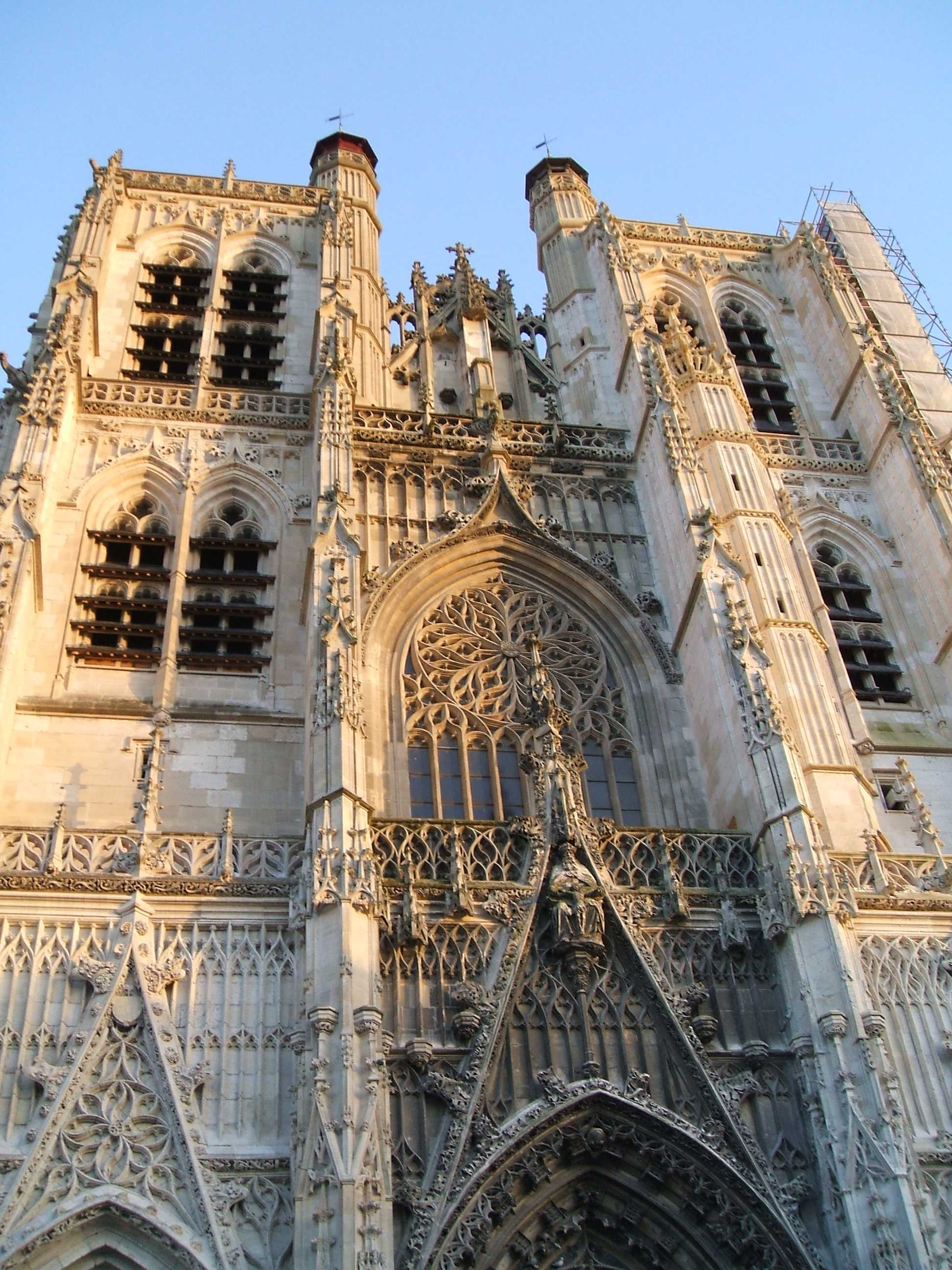
Собор Святого Вульфрама
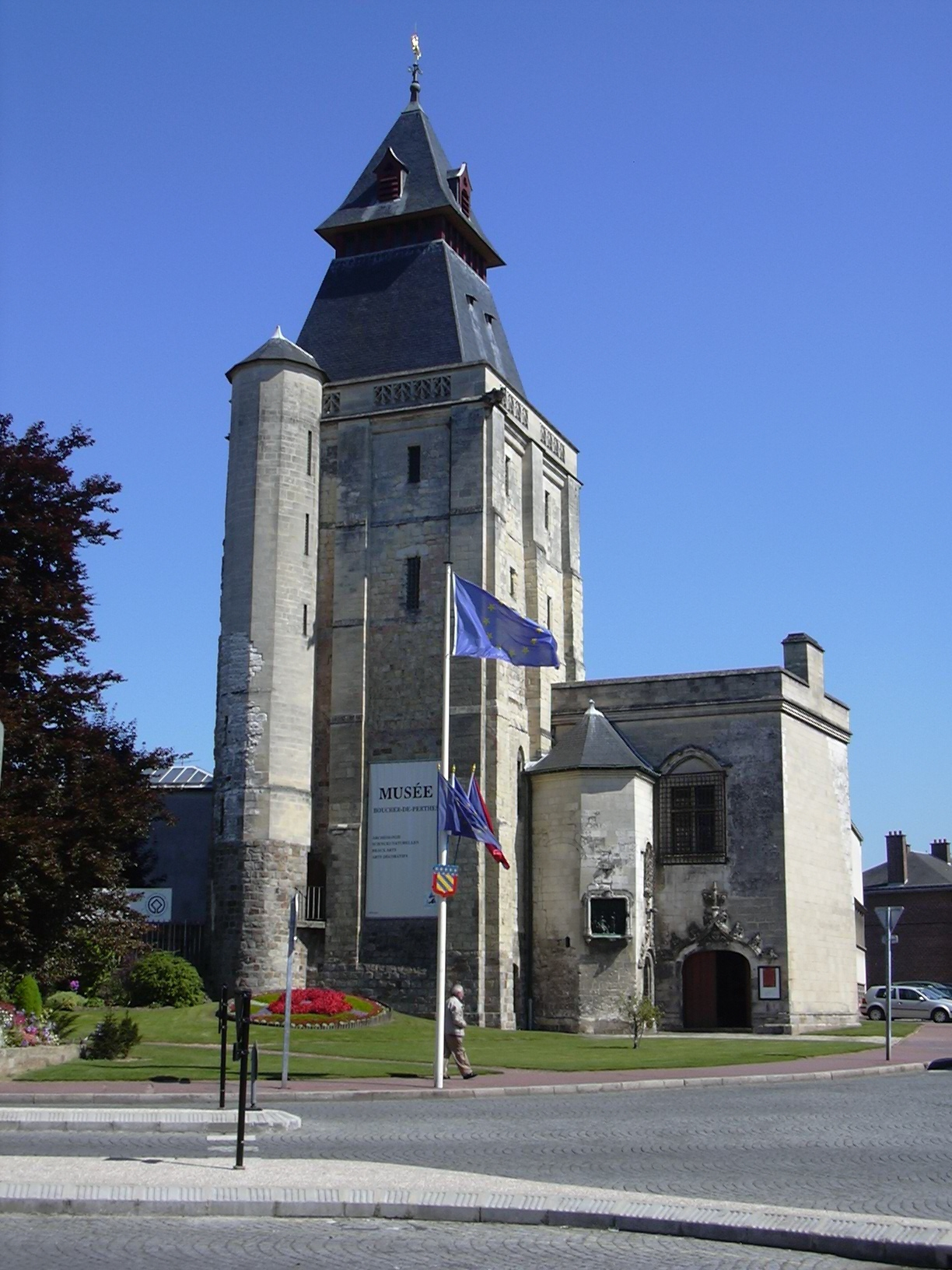
Беффруа Абвиля
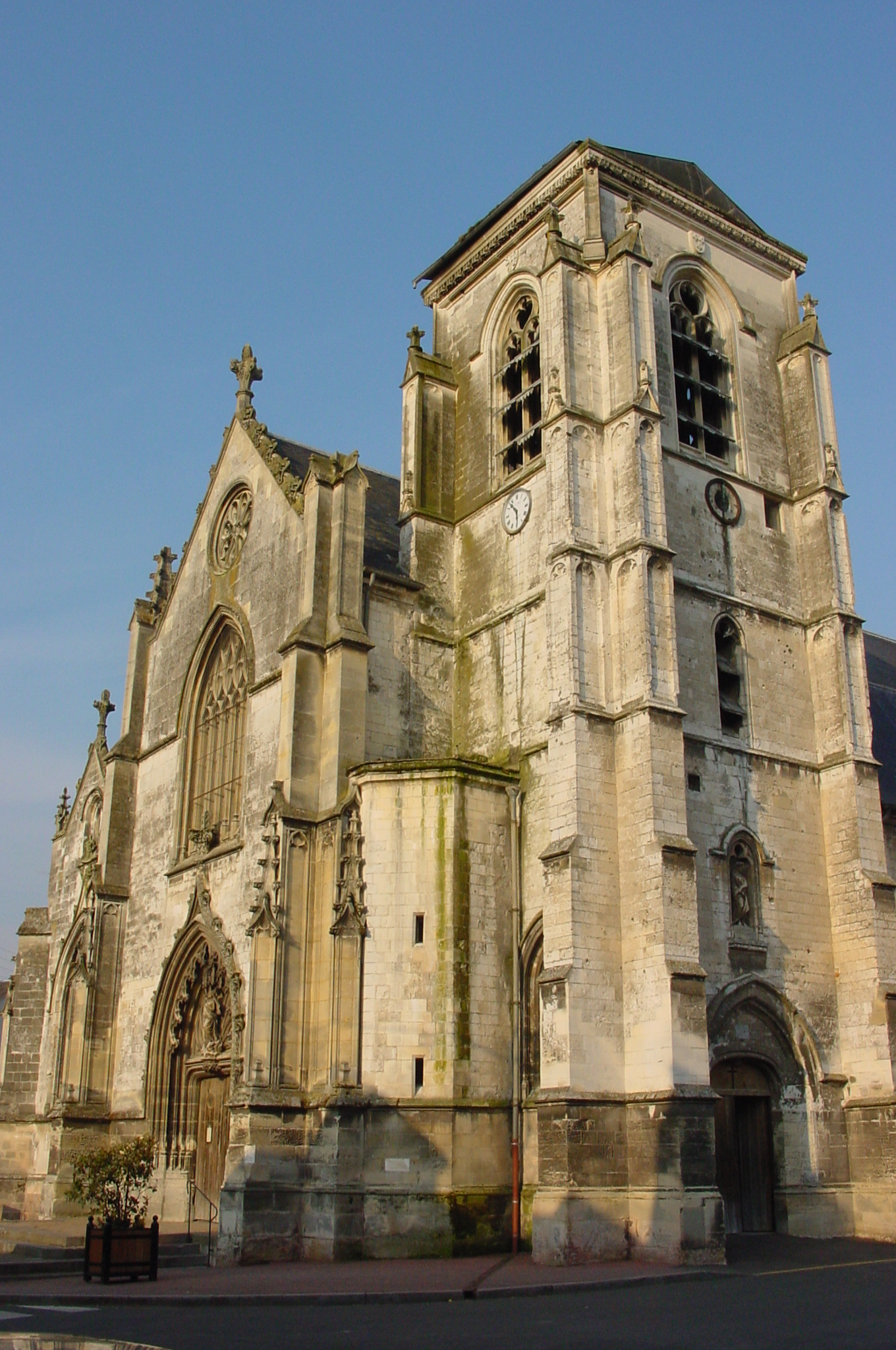
Церковь Гроба Господня
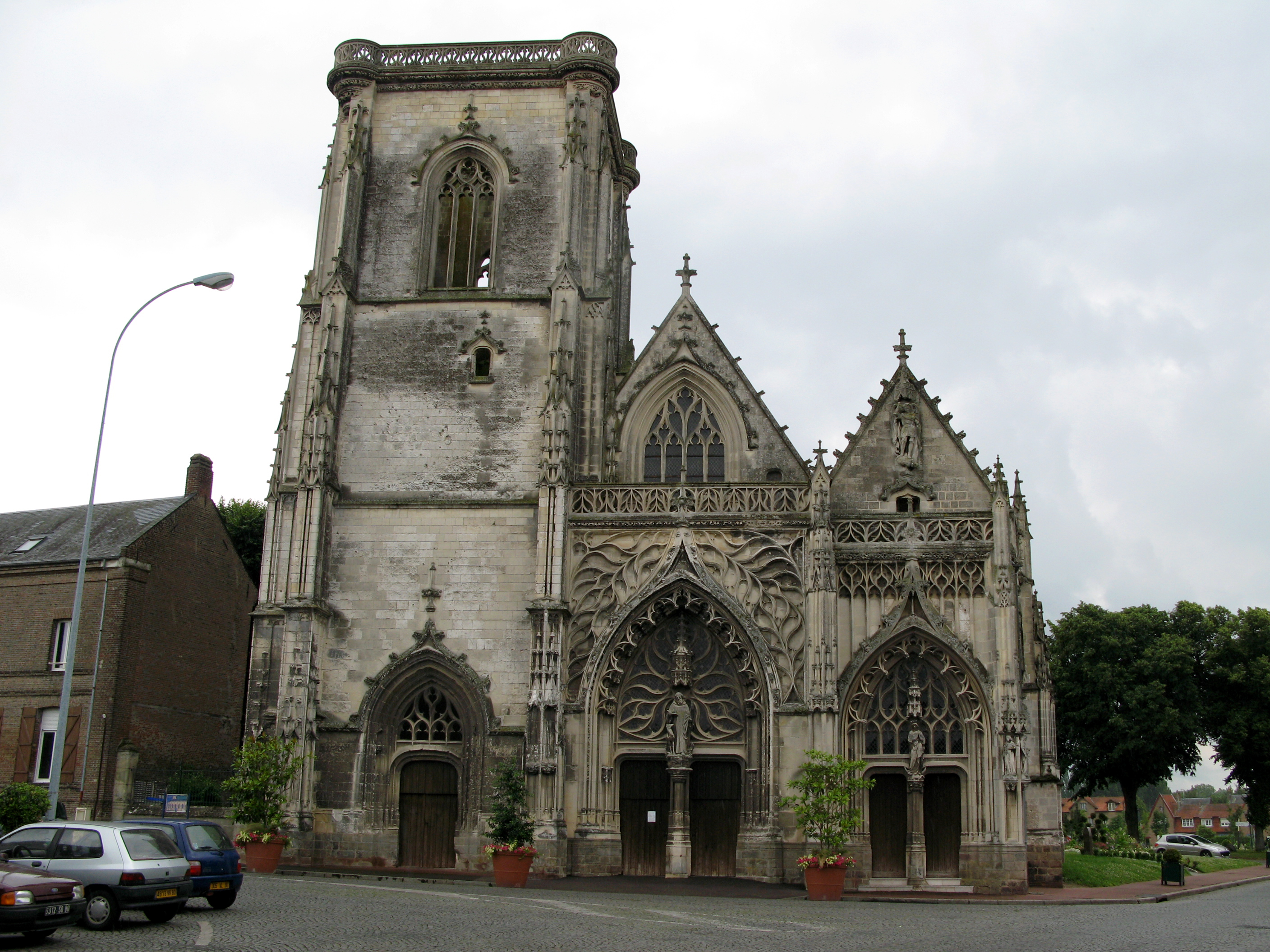
Церковь Святого Жиля
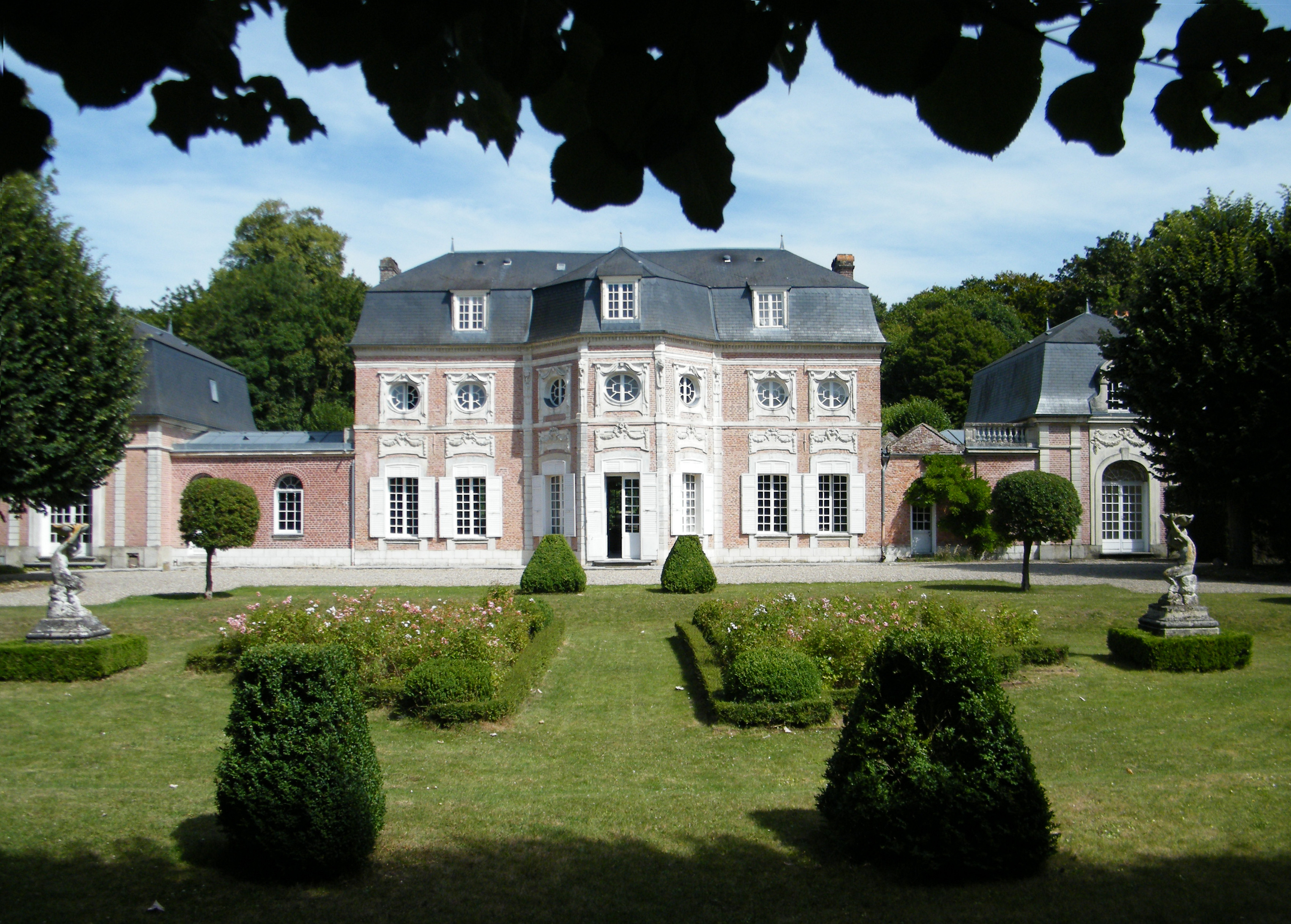
Шато Багатель
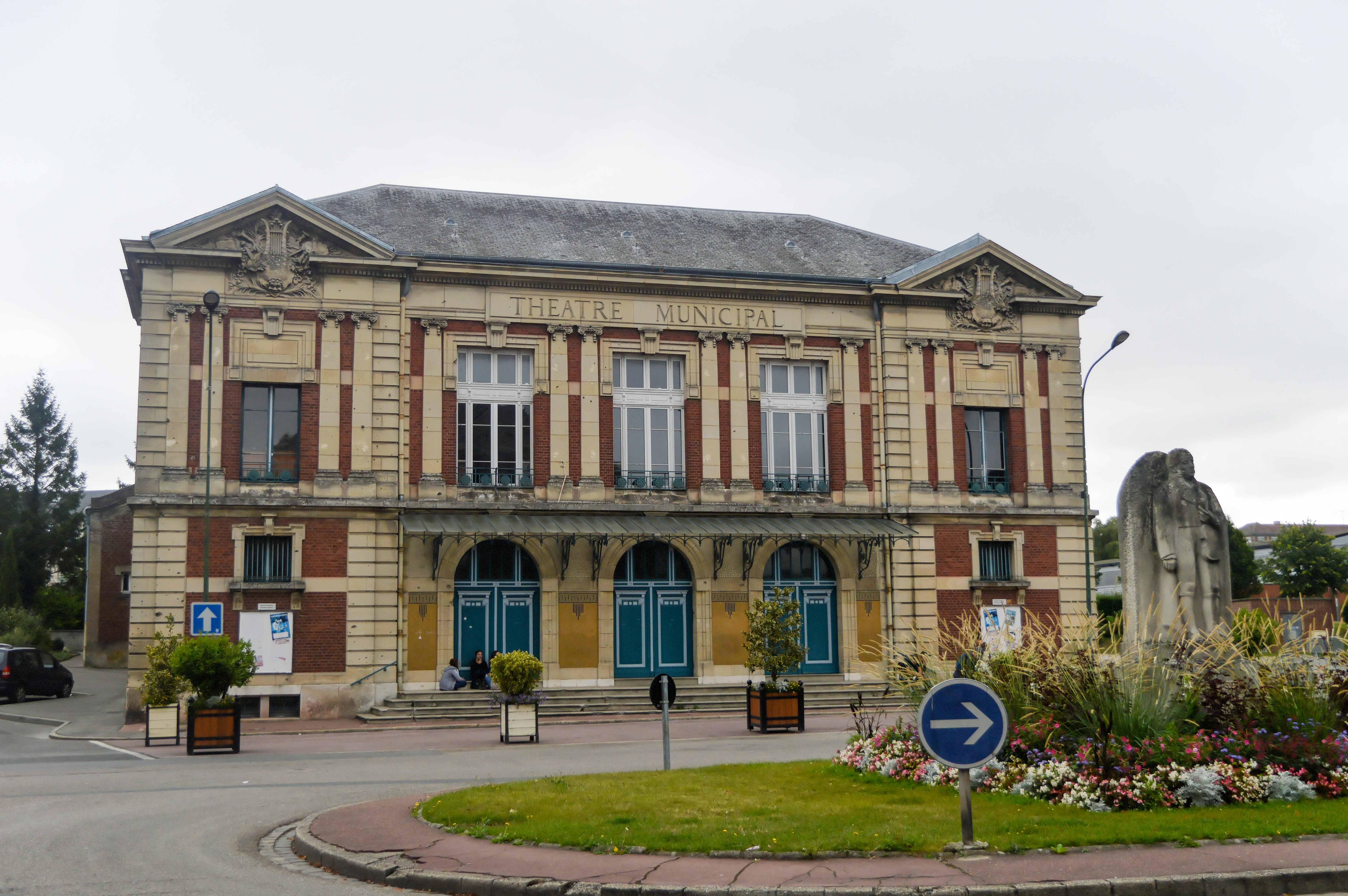
Театр
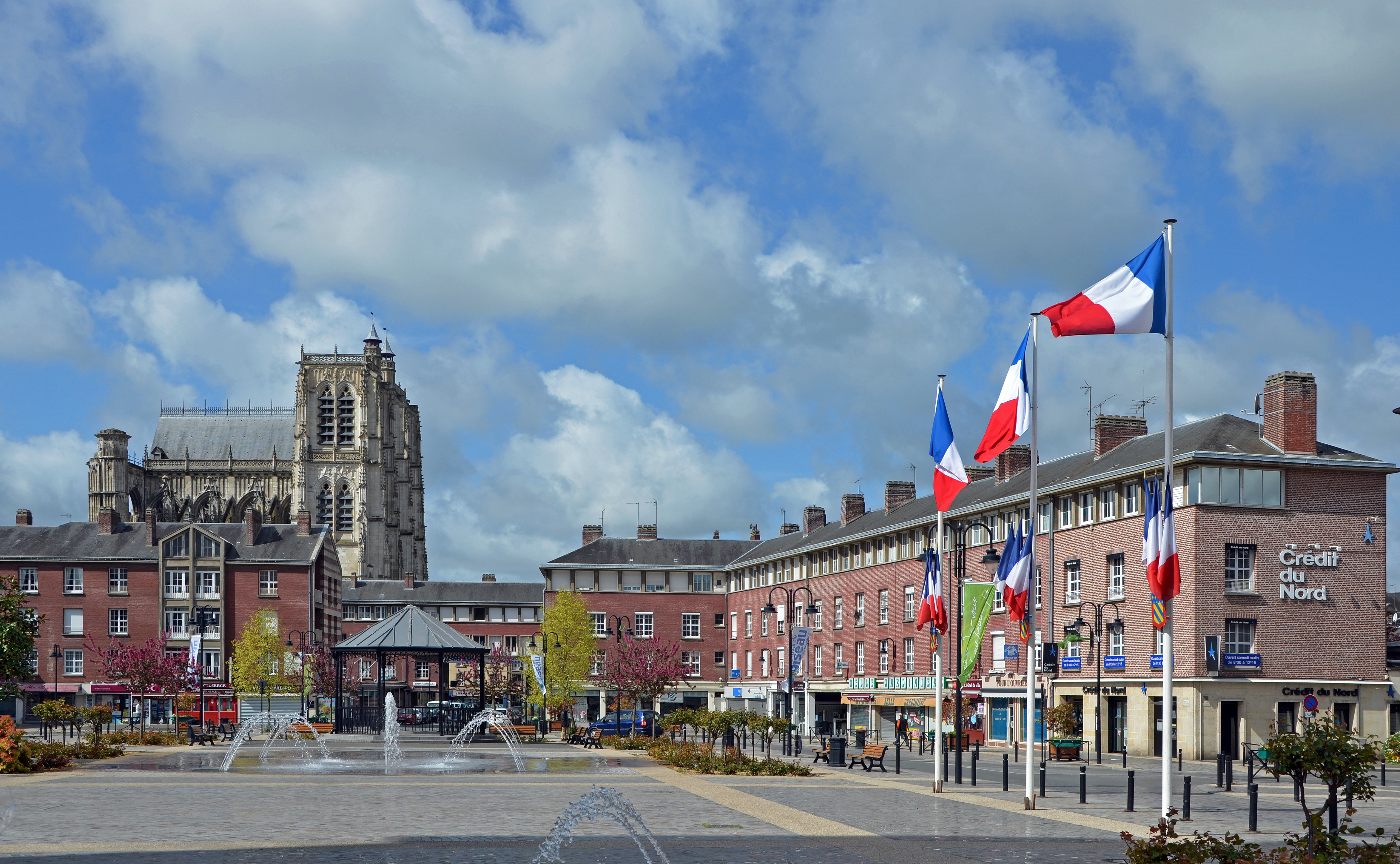
Площадь Макса Лежёна в центре города
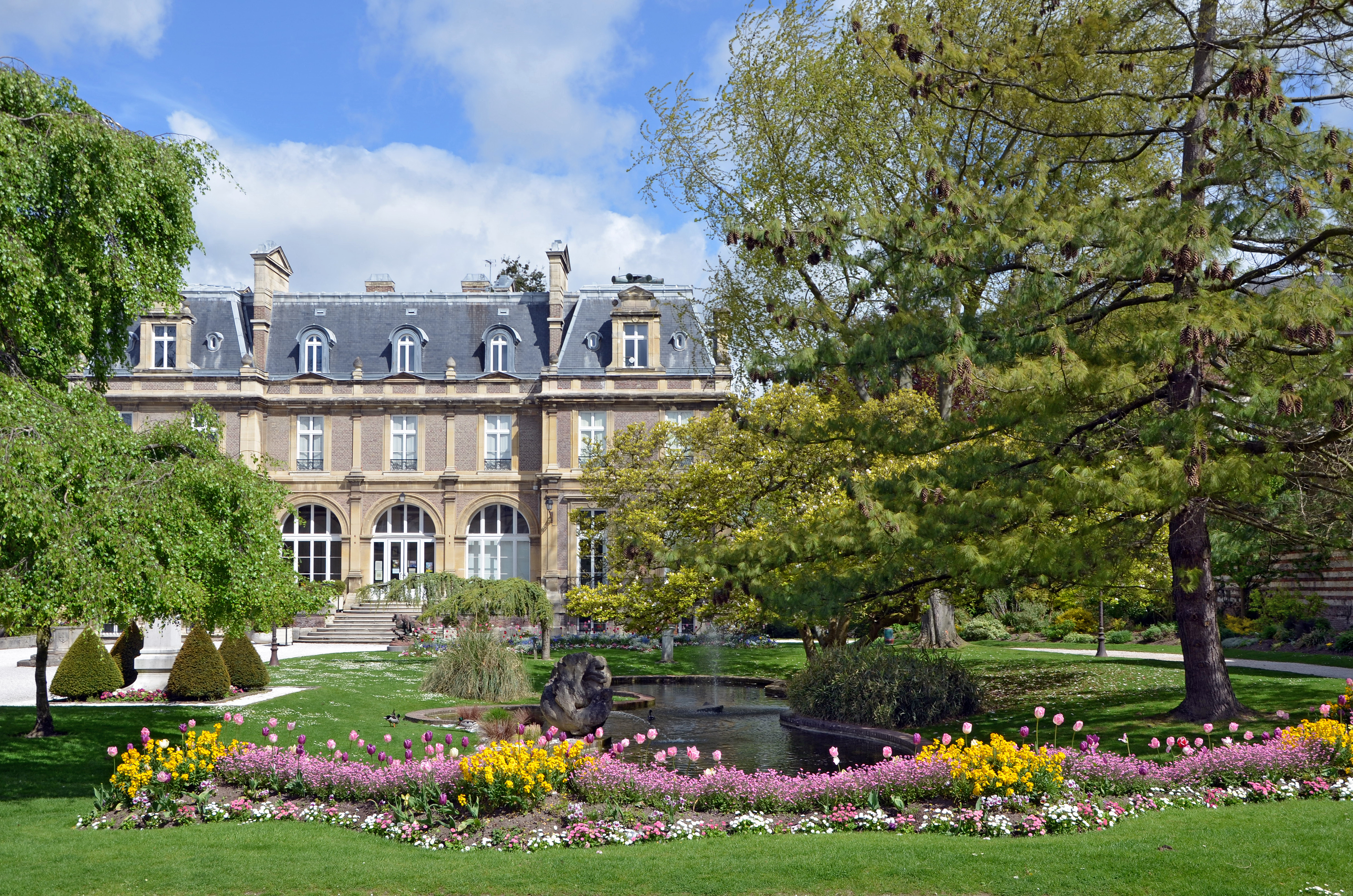
Парк и особняк Эмонвиль